# غار چیچکلو
اشکفت چیچکلو مربوط به دوره نوسنگی - دوره ساسانیان است و در شهرستان بیضا، بخش بیضا، دهستان بانش، ۷۰۰ متری غرب روستای قوام آباد چیچکلو واقع شده و این اثر در تاریخ ۳۰ بهمن ۱۳۸۶ با شمارهٔ ثبت ۲۰۹۷۱ به‌عنوان یکی از آثار ملی ایران به ثبت رسیده است.